# Lethe sachalinensis
Lethe sachalinensis är en fjärilsart som beskrevs av Matsumura 1925. Lethe sachalinensis ingår i släktet Lethe och familjen praktfjärilar. Inga underarter finns listade i Catalogue of Life.